# Elly Oehlerová
Elly Oehler-Sonnenschein (6. června 1905 Ostrava – 22. dubna 1953 Praha) byla česká architektka a bytová návrhářka.

## Život
Byla dcerou ředitele ostravských železáren Ing. Viktora Sonnenscheina (1873–1942). Vystudovala architekturu na Německé vysoké škole technické v Brně (Deutsche technische Hochschule Brünn). V roce 1931 se provdala za spolužáka, Oskara Oehlera, v roce 1932 se jim narodila dcera Renata. V letech 1932–1939 měli samostatnou projekční kancelář v Praze.
V létě 1939 se rozhodli uprchnout před nacismem do Austrálie. Pokus ale nebyl úspěšný. Byli vězněni v Mnichově a v Berlíně. Poté žili v Ostravě. V roce 1944 byla Elly deportována do koncentračního tábora Terezín. Její dcera Renata se do konce války skrývala v Praze. Z rodiny Sonnenscheinů přežila holokaust jen Elly a její sestra Olah Buchsbaumová, která žila od roku 1922 v Tel Avivu.
Po válce obnovili manželé svou kancelář v Ostravě. Změnili si příjmení na Olár. V roce 1949 přesídlili do Prahy. Oba pak pracovali v letech 1951–1953 ve Stavoprojektu. Elly se ale nikdy zdravotně nezotavila z následků válečného věznění a zemřela v roce 1953.

## Dílo

### Realizace staveb – spolu s Oskarem Oehlerem

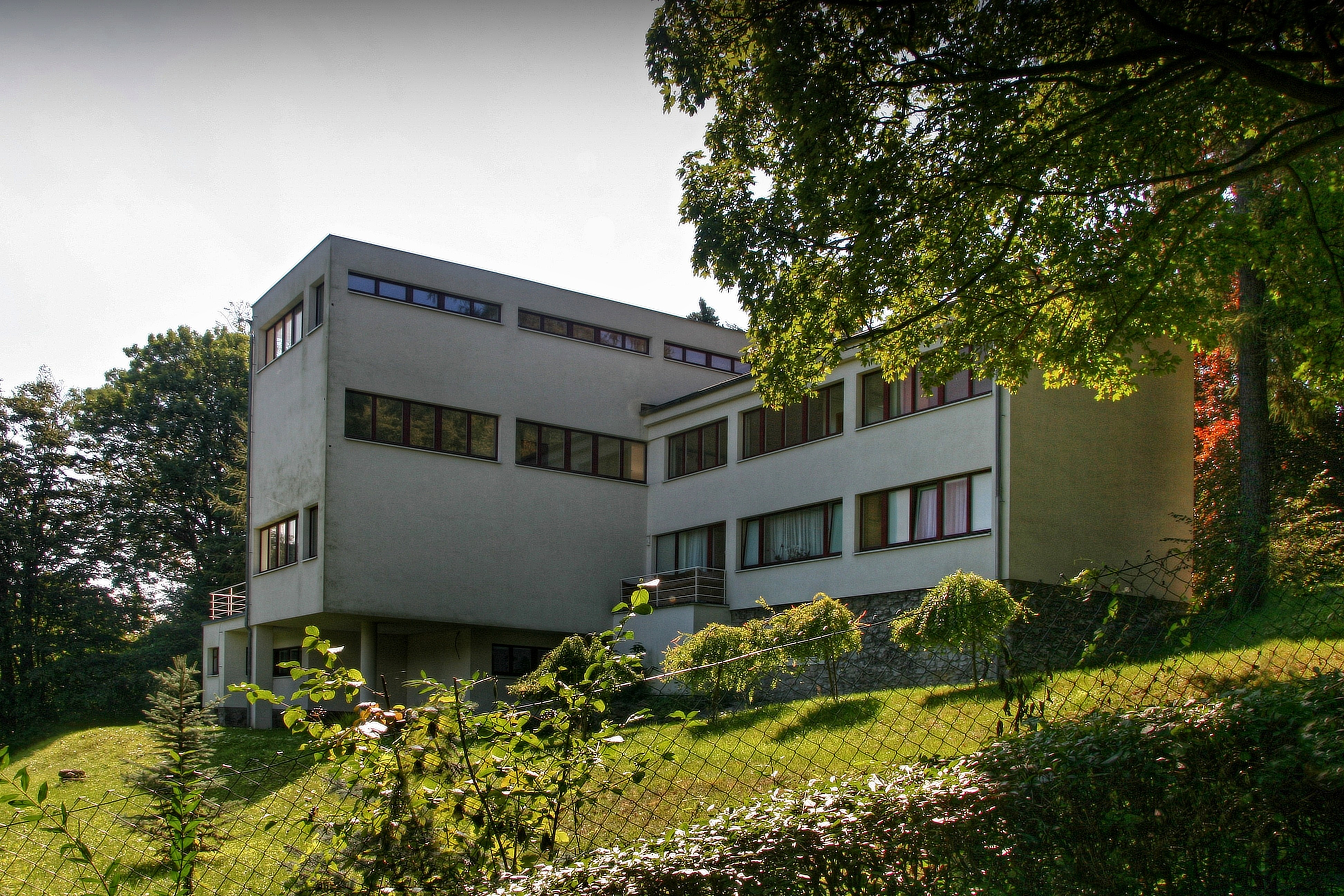
Vila Ladislava Říhovského, Teplice nad Bečvou

- 1932 – Vila Antonína a Marie Markových, čp. 820, Na Bateriích 13, Praha-Střešovice
- 1933–1934 – Vila Ladislava Říhovského, Teplice nad Bečvou, Zbrašov 59,
- 1934 – Přestavba průčelí Hlavní synagogy v Mor. Ostravě
- 1935–1936 – Vila Josefa a Blaženy Kefurtových s ordinací, Praha 8-Bohnice, V Nových Bohnicích 34,
- 1936 – pavilon Středomoravských elektráren, Středomoravská výstava, Přerov,
- 1936 – dostavba tovární budovy a administrativní pavilon továrny Kazeto Karla Zejdy, Přerov, Husova 19,
- 1935–1936 – přestavba zámku Václava Diviše Vysoký Hrádek, Březí u Týna nad Vltavou,
- 1936–1938 –  nájemní dům Karla Zejdy, Přerov, čp. 2300, Bartošova 14,
- 1937 – Hotel Continental v Plzni,
- 1937 – Vila Ing. Františka Wawerky, Lipník nad Bečvou, čp. 888, Loučská 29,
- 1936–1937 – ubytovna „Bílý kříž“ beskydského turistického spolku, Staré Hamry
- 1937–1938 – administrativní budova elektrárny S.M.E., Přerov, čp. 1917, Tržní 20,
- 1940–1941 – Administrativní budova továrny Philippa Kneisla ve Všetulech,
- 1940 – Dům nakladatelství Rodina v Praze, [1]

### Nerealizované projekty
- 1930 – přestavba a přístavba kina Odeon, Ostrava-Přívoz
- 1932 – Sanatorium TBC Ústřední sociální pojišťovny, Vyšné Hágy

## Výstavy
- Elly a Oskar Oehlerovi – Architektonické dílo, Muzeum umění Olomouc, Centrum architektury Brno, Spolek Obecní dům Brno, 2007–2008